# 北朝鮮によるミサイル発射実験 (2017年8月)
2017年8月の北朝鮮によるミサイル発射（きたちょうせんによるミサイルはっしゃ）は、平壌時間2017年8月29日5時27-28分ごろ（UTC+8:30。日本時間5時57-58分ごろ、UTC+9:00）、朝鮮民主主義人民共和国（北朝鮮）が実施した弾道ミサイルの発射実験。朝鮮中央放送は中距離弾道ミサイル火星12と明らかにしている。日本時間同日6時6分ごろ、ミサイルは北海道上空を通過、6時14分ごろに襟裳岬太平洋上に落下した。

## 背景
北朝鮮のミサイル発射は3日前の8月26日に日本海に向け発射して以来、日本上空通過は2016年2月以来で、合計5回目。NHKニュースでは発射方向を事前に予告しない発射は今までの発射からみると異例としている。
これに先立つ8月9日、北朝鮮は「米領グアム周辺を火星12で包囲射撃する作戦計画を検討しており、8月中旬までに最終完成させる」と表明。日本の島根県、広島県、高知県上空を通過させると予告していた。これに対しアメリカ合衆国のドナルド・トランプ大統領が軍事的解決を行なう準備が整っていると警告すると、北朝鮮の金正恩朝鮮労働党委員長は8月14日、「米国の行動や態度をしばらく見守る」と表明し態度を軟化させていた。
北朝鮮は、8月29日のミサイル発射について、8月21日からの米韓合同軍事演習に対抗したものとしている。グアムへの発射に対する米国からの強い圧力に屈するわけにはいかなかった北朝鮮が選択したのが、北東へ方向を変えた8月29日の発射だったと考えられる。

## 発射されたミサイル

今回打ち上げの軌道（橙色）と同年5月14日打ち上げの軌道（水色）の比較

日本の上空を通過した北朝鮮のミサイル。⑤が今回発射されたミサイル

緊急情報ネットワークシステム（エムネット）や菅義偉官房長官などの発表によると、5時58分ごろ北朝鮮西岸の順安より1発の弾道ミサイルが北東方向に向けて発射され、6時6-7分ごろ北海道襟裳岬上空を通過。ミサイルは3つに分離し、6時12分ごろ3つとも襟裳岬の東約1180キロメートルの太平洋上に落下したものと推定される。
北朝鮮は発射翌日の8月30日、メディアを通じて、発射されたのが中距離弾道ミサイル「火星12」であったことを明かした。火星12は、同年5月14日に初めて発射に成功したもので、このときは意図的に高い角度で打ち上げるロフテッド軌道で打ち上げられ、高度約2100キロに達し、水平飛距離は約800キロだった。8月29日の発射では低い高度で打ち上げられ、高度約550キロ、水平飛距離は約2700キロだった。

## 日本政府等の対応
日本政府は日本時間6時2分（発射から約4分後）、「北朝鮮西岸から東北地方の方向にミサイルが発射された模様」との情報を全国瞬時警報システム（Jアラート）で伝達した。伝達対象地域は北海道、青森県、岩手県、宮城県、秋田県、山形県、福島県、茨城県、栃木県、群馬県、新潟県、長野県の1道11県にのぼった。6時14分、ミサイルがこれらの地域上空を通過したとの情報をJアラートで伝達した。6時16分、エムネットが「6時6分ごろ北海道地方から太平洋へ通過した模様」と伝え、さらに6時29分、エムネットが「ミサイルは3つに分離し、6時12分ごろ、襟裳岬東方の太平洋上に落下したとみられる」と伝えた。
安倍晋三総理は29日朝、総理官邸で記者団に対して「北朝鮮が弾道ミサイルを発射し、わが国の上空を通過したもようだ。直ちに情報収集と分析を行う。国民の生命をしっかり守っていくために万全を期す」と発言した。
同日、外務省の金杉憲治アジア大洋州局長が、ジョセフ・ユンアメリカ合衆国国務省北朝鮮担当特別代表及び金烘均大韓民国外交部朝鮮半島平和交渉本部長と電話会談し、3国間で連携し、断固した措置をとることで一致した。30日には、金杉局長がウランバートルで開催された日米モンゴル協議及び日本モンゴル外交・防衛・安全保障当局間協議に出席し、北朝鮮に対する懸念の共有を行った。
原子力規制委員会はミサイル発射による原子力施設の異常などはないと緊急発表した。

## 影響

### 経済
6時2分にニュースが伝わると、109.2円で推移していた米ドル相場は108.92円レベルまで円高となった。ユーロドル相場は130.85から130.50円へ、ポンドドル円相場は141.25円から140.75円台へいずれも円高方向に向かった。シカゴ・マーカンタイル取引所の日経平均先物はニュースを受け19480円から下落、一時19080円まで値段を下げた。

### 交通機関
- JR北海道は北海道新幹線を含めた全路線で[22]、札幌市交通局は地下鉄・市電の全路線で[23]、JR東日本はミサイル発射の情報を安全確認のため東北、上越、北陸の各新幹線と在来線全てで一時運転を見合わせた[24]。落下後安全確認ができたため、6時19分頃に運転再開をしている[25]。NHKニュースによると群馬県内のJR線全線で運転を見合わせていたが、午前6時18分に運転を再開した。つくばエクスプレスは全線一時停止していたが、安全確認後の6時20分ごろ再開した。
- 日本道路交通情報センターによると、6時20分現在、全国の高速道路で通行止め区間はないとしている[26]。

### 放送関係
- テレビ放送においても、NHK総合および民放5大ネットワークは、朝の報道・情報番組の内容を変更し、北朝鮮のミサイル関連のニュースを速報扱いで報道[27]。
特に、テレビ東京系列では「ニュースモーニングサテライト」が延長した影響で、「おはスタ」の放送が初めて、予告無しに放送休止となった[28]。一方で「おはスタ」の直後に予定されていた「けものフレンズ 最終回[注 1]」からは通常通りの放送となった（在京局で最も早く通常編成に戻った）が、テレビ東京でのみ、L字テロップで続報が報道された[29]。
- NHKは、発射当時総合テレビで『NHKニュース おはよう日本』を放送していたが、Jアラート第一報発表直後6:03をもって強制打ち切り終了とし、全波一斉放送による緊急ニュースに切り替えた。総合テレビではローカルニュースや気象情報が休止となったほか、連続テレビ小説『ひよっこ』第128話本放送や『あさイチ』なども休止して、午前10時半頃まで特設ニュースを続けた[30]。なお、『ひよっこ』に関しては昼の再放送を臨時に本放送扱いとした上で放送した[注 2]。

## 各国の反応
- 国際連合 - 緊急の安保理会合が開催され、北朝鮮ミサイル発射を非難する議長声明を全会一致で採択[31]。
- オーストラリア - ジュリー・ビショップ（英語版）外務大臣は、他国上空にミサイルを発射する行為は脅威的、危険で挑発的だと非難[32]。
- 中国 - 華春瑩外交部報道官は、国連安保理決議違反であると非難した上で、制裁ではなく対話を通じて解決すべきと主張[32]。
- フランス - エマニュエル・マクロン大統領は、北朝鮮による再度の無責任な行動であると非難[32]。
- イギリス - テリーザ・メイ首相は、違法な実験であり、無謀な挑発行為であると批判[32]。31日には抗議のため在英北朝鮮大使を召喚した旨を政府が発表した。
- ドイツ - ジグマール・ガブリエル外務大臣は、国連安保理決議に反するもので、近隣諸国の安全や平和を脅かすと非難[32]。
- 日本 - 安倍晋三内閣総理大臣は、ミサイル発射は深刻かつ重大な脅威であり、地域の平和と安全を著しく損なう行為であると非難[33]。
- 韓国 - 外交部は北朝鮮による再度の挑発を強く糾弾すると声明。合同参謀本部は安保理決議に対する露骨で違法な発射であり、安定と平和を脅かす重大な挑発行為と非難する声明を発表[32]。
- ロシア - セルゲイ・ラブロフ外務大臣は、ロシアは全ての国連安保理決議を支持しており、北朝鮮も遵守するべきと間接的に非難。セルゲイ・リャブコフ外務次官は、米韓合同軍事演習が招いたものであると演習を非難[32]。
- アメリカ合衆国 - ドナルド・トランプ大統領は、隣国、国連のすべての加盟国を侮辱する行為であり、すべての選択肢がテーブルの上にあるとの声明をホワイトハウスを通じて発表[34]。国防総省は、今回の発射はアメリカに対する脅威となるものではないと発表[33]。